# New York Cosmos 1977
Questa voce raccoglie le informazioni riguardanti i New York Cosmos nelle competizioni ufficiali della stagione 1977.

## Maglie e sponsor
Vengono introdotte delle maglie prodotte dalla Umbro, alle quali se ne affianca una versione prodotta dall'Adidas.
| Manica sinistra · Manica sinistra · Maglietta · Maglietta · Manica destra · Manica destra · Pantaloncini · Calzettoni | Manica sinistra · Manica sinistra · Maglietta · Maglietta · Manica destra · Manica destra · Pantaloncini · Calzettoni | Manica sinistra · Manica sinistra · Maglietta · Maglietta · Manica destra · Manica destra · Pantaloncini · Calzettoni |  |

## Rosa
| N. |                             | Ruolo | Calciatore           |
| -- | --------------------------- | ----- | -------------------- |
| 1  | Stati Uniti (bandiera)      | P     | Shep Messing         |
| 2  | Canada (bandiera)           | D     | Bruce Twamley        |
| 3  | Jugoslavia (bandiera)       | C     | Vitomir Dimitrijević |
| 4  | Stati Uniti (bandiera)      | D     | Werner Roth          |
| 5  | Germania Ovest (bandiera)   | D     | Franz Beckenbauer    |
| 6  | Irlanda del Nord (bandiera) | C     | Dave Clements        |
| 7  | Inghilterra (bandiera)      | C     | Tony Field           |
| 8  | Inghilterra (bandiera)      | C     | Terry Garbett        |
| 9  | Italia (bandiera)           | A     | Giorgio Chinaglia    |
| 10 | Brasile (bandiera)          | A     | Pelé                 |
| 11 | Inghilterra (bandiera)      | A     | Stephen Hunt         |
| 12 | Stati Uniti (bandiera)      | D     | Bob Smith            |
| 14 | Brasile (bandiera)          | C     | Nelsi Morais         |
| 15 | Perù (bandiera)             | C     | Ramón Mifflin        |

| N. |                        | Ruolo | Calciatore          |
| -- | ---------------------- | ----- | ------------------- |
| 17 | Scozia (bandiera)      | D     | Charlie Aitken      |
| 18 | Jugoslavia (bandiera)  | A     | Jadranko Topić      |
| 19 | Turchia (bandiera)     | P     | Yasin Özdenak       |
| 20 | Inghilterra (bandiera) | D     | Mike Dillon         |
| 21 | Stati Uniti (bandiera) | A     | Gary Etherington    |
| 22 | Sudafrica (bandiera)   | A     | Jomo Sono           |
| 23 | Brasile (bandiera)     | D     | Rildo               |
| 25 | Brasile (bandiera)     | D     | Carlos Alberto      |
| 26 | Canada (bandiera)      | D     | Paul Hunter         |
| 27 | Stati Uniti (bandiera) | D     | Gregory Kourtesis   |
| 33 | Stati Uniti (bandiera) | A     | Chris Agoliati      |
| 34 | Stati Uniti (bandiera) | A     | Roberto de Oliveira |

## Statistiche

### Statistiche di squadra
| Competizione | Punti | Totale | Totale | Totale | Totale | Totale | ‰ |
| Competizione | Punti | G      | V      | P      | Gf     | Gs     | ‰ |
| ------------ | ----- | ------ | ------ | ------ | ------ | ------ | - |
| NASL         | -     | 30     | 21     | 11     | 82     | 48     | - |